# ۸۷۲ (میلادی)

## رویدادها
- ۲۲ ژوئن: زمین‌لرزه سیمره. در ۱۱ شعبان ۲۵۸ زمین لرزه‌ای، به دنبال پیش‌لرزه آسیب‌رسانی که روز پیش روی داده بود، منطقه سیمره را ویران کرد. بزرگ‌ترین بخش شهر ویران شد. باروی شهر فرو ریخت و حدود ۲۰۰ هزار تن کشته شدند.